# FK Sloga Jugomagnat Skopje
Der FK Sloga Jugomagnat Skopje; (vollständig: Fudbalski Klub Sloga Jugomagnat Skopje, mazedonisch Фудбалски Клуб Слога Југомагнат Скопје) war ein nordmazedonischer Fußballverein aus Skopje.

## Geschichte
Der Verein wurde im Jahre 1927 unter dem Namen FK Zafer durch Anhänger aus Skopjes Nachbarschaft Čair gegründet. Der Club bestand anfangs aus verschiedenen ethnischen Gruppen, meist albanische und türkische Spieler. Es gab auch viele bosnische und mazedonische Spieler, die für den Verein gespielt haben.
Nach dem Zweiten Weltkrieg beschlossen exjugoslawische Kommunisten gegen den Willen der Bürger und Fans, den Namen des Vereins in Sloga (mazedonisch Einheit) zu ändern. In dieser Zeit wurden vom Verein Spendengelder gesammelt, um die Spielergehälter zu finanzieren. Das Team hatte immer eine große Fangemeinde, ob zuhause oder auswärts. Als 1989 der neue Sponsor „Jugomagnat“ mit Firmeninhaber Rafet Muminović einstieg, gab es einen Aufschwung. 1992 wurde der Verein in FK Sloga Jugomagnat umbenannt.
Nach der Unabhängigkeit belegte der Verein in der ersten Saison der Prva Makedonska Fudbalska Liga den sechsten Platz. In den Jahren 1999 bis 2001 wurde der Klub dreimal in Folge Meister. Auch dreimal wurde man Pokalsieger. Danach ging es stetig bergab. Im Jahr 2005, nach finanziellen Problemen des Hauptsponsors musste der Verein den Gang in die zweite Liga antreten.
Im Jahr 2012 wurde der Verein mit dem FC Albarsa zusammengeführt, um den FK Shkupi zu bilden. Dieser ist jedoch rechtlich nicht der Nachfolger des ursprünglichen FK Sloga Jugomagnat. Von beiden Vereinen werden die Vereinserfolge von der Football Federation Mazedonien getrennt gehalten.

## Erfolge
- Mazedonischer Meister: 1999, 2000, 2001
- Mazedonischer Pokalsieger 1996, 2000, 2004

## Europapokalbilanz
| Saison    | Wettbewerb                  | Runde                  | Gegner          | Gesamt    | Hin     | Rück    |
| --------- | --------------------------- | ---------------------- | --------------- | --------- | ------- | ------- |
| 1996/97   | Europapokal der Pokalsieger | 1. Qualifikationsrunde | Honved Budapest | 0:2       | 0:1 (A) | 1:1 (H) |
| 1997/98   | Europapokal der Pokalsieger | 1. Qualifikationsrunde | NK Zagreb       | 1:4       | 1:2 (H) | 0:2 (A) |
| 1998/99   | UEFA-Pokal                  | 1. Qualifikationsrunde | Oțelul Galați   | 1:4       | 0:3 (A) | 1:1 (H) |
| 1999/2000 | UEFA Champions League       | 1. Qualifikationsrunde | PFK Kəpəz       | (a)2:2(a) | 1:0 (H) | 1:2 (A) |
| 1999/2000 | UEFA Champions League       | 2. Qualifikationsrunde | Brøndby IF      | 0:2       | 0:1 (H) | 0:1 (A) |
| 2000/01   | UEFA Champions League       | 1. Qualifikationsrunde | Shelbourne FC   | 1:2       | 0:1 (H) | 1:1 (A) |
| 2001/02   | UEFA Champions League       | 1. Qualifikationsrunde | FBK Kaunas      | (a)1:1(a) | 0:0 (H) | 1:1 (A) |
| 2001/02   | UEFA Champions League       | 2. Qualifikationsrunde | Steaua Bukarest | 1:5       | 0:3 (A) | 1:2 (H) |
| 2004/05   | UEFA-Pokal                  | 1. Qualifikationsrunde | Omonia Nikosia  | 1:8       | 0:4 (A) | 1:4 (H) |

Gesamtbilanz: 18 Spiele, 1 Sieg, 5 Unentschieden, 12 Niederlagen, 8:30 Tore (Tordifferenz −22)